# Béatrice de Jurquet
Béatrice de Jurquet, née en 1940, est une poétesse et traductrice française.

## Biographie
Née à Saint-Girons, dans les Pyrénées ariégeoises, elle est la fille du pilote de Normandie-Niemen Charles de Jurquet de la Salle (1914-1969) et de Ghislaine de Bardies-Montfa.
Elle est psychanalyste, mariée à Claude Burgelin (professeur de littérature contemporaine Université Lyon 2).
Vivant à Lyon, elle est membre du jury du prix Roger-Kowalski  et participe à des revues de psychanalyse et de poésie. Elle est également membre de l'Oulipo.
En 2000, elle reçoit le prix Louise-Labé pour Le jardin des batailles.
Certains de ses poèmes sont traduits (en italien) dans Nel pieno Giorno dellobscurita antologia della poesia francese contemporanea (edizioni Marcos y Marcos, Milan, 2005).
En 2018, elle obtient le prix Max-Jacob et le prix Mallarmé pour Si quelqu'un écoute.
Sa fille est Arielle Burgelin, mannequin, chanteuse et poète.

## Œuvres
- Ça va mal, tout va mal, gravures de Jean Coulon (Commune mesure, 1974), recueil de poèmes
- Molly Furgo (Commune Mesure, 1984)
- Cour intérieure (La tour d'Aigues Ed. de l'Aube 1991), recueil de poèmes
- La Traversée des lignes (Circé 1997), roman
- Le Jardin des batailles, suivi de Requête (Circé 1999), recueil de poèmes
- Je m’oublie oublie-moi, livre d’artiste en collaboration avec Francesca Gagliardi, peintre et graveuse (2006)
- Parole en archipel, conférence du 22 janvier 2010, Béatrice de Jurquet et Annie Salager (D.V.D)
- Si quelqu'un écoute (La Rumeur libre 2017), recueil de poèmes, préface de Gérard Chaliand

### Traduction
- Deux rives de Fabio Pusterla, traduit de l'italien par Béatrice de Jurquet et Philippe Jaccottet (Cheyne, 2002)

### Oulipo
- La Cantatrice sauve, de Claude Burgelin, Paul Fournel, Béatrice de Jurquet, Harry Mathews, Georges Perec et Jacques Bens (Bibliothèque oulipienne, 1981)